# Ponent
Ne doit pas être confondu avec Ponant.

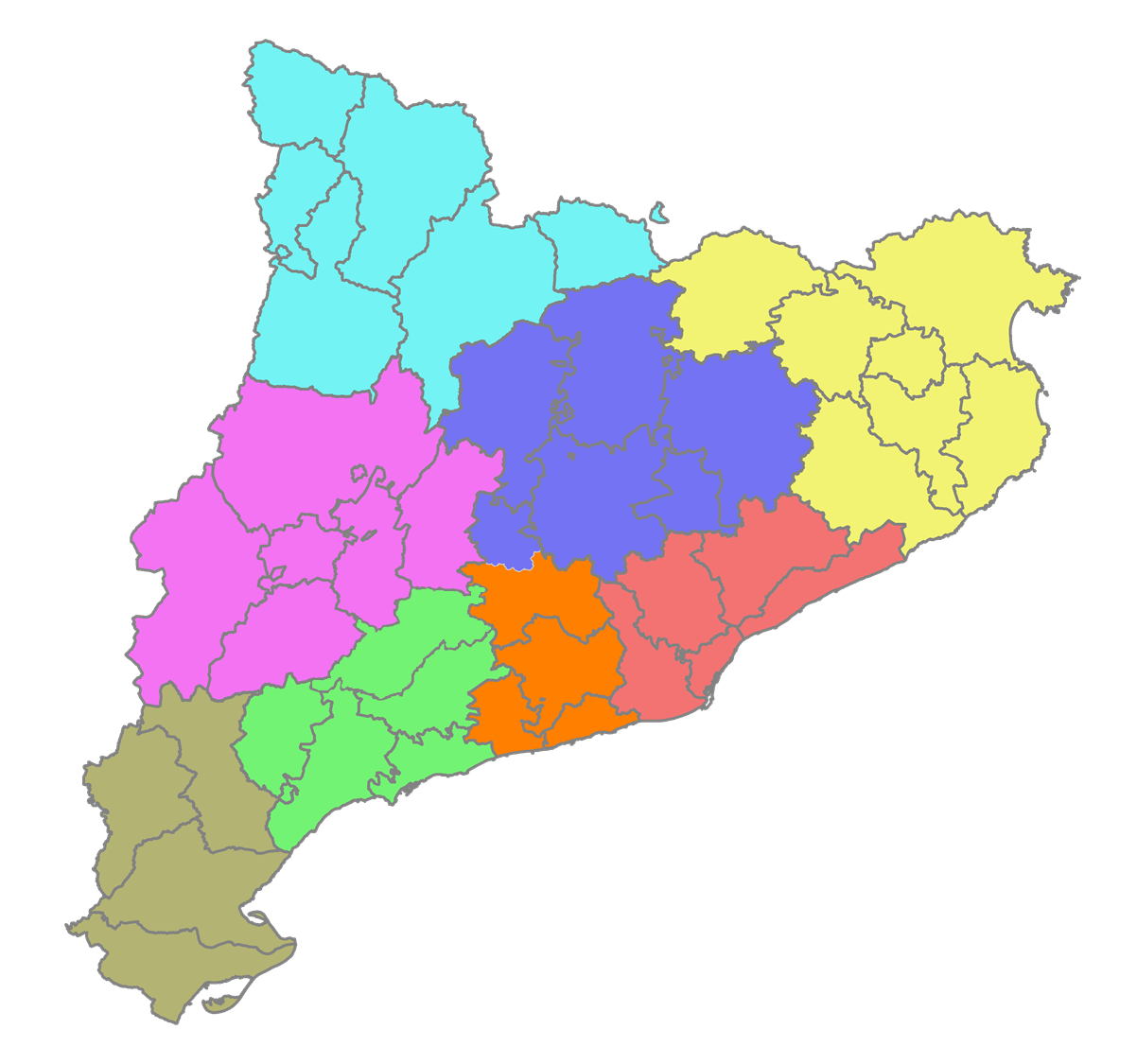
Alt Pirineu i Aran
Àmbit metropolità de Barcelona
Camp de Tarragona
Comarques Centrals
Comarques Gironines
Penedès
Ponent
Terres de l'Ebre

Le Ponent est l'un des huit domaines fonctionnels territoriaux définis par le plan territorial général de Catalogne. C'est également une viguerie sous le nom de Lleida dans le projet de loi sur l'organisation de la Catalogne Veguerial (Llei de l'Organització Veguerial de Catalunya; 2009).
Elle est constituée de six comarques et une population de 360 510 habitants en 2009.

## Comarques
- Garrigues
- Noguera
- Pla d'Urgell
- Segarra
- Segrià
- Urgell